# MacOS 10.12
macOS Sierra é a décima terceira versão do sistema operacional macOS (anteriormente OS X) da Apple, que a partir desta versão passou-se a chamar macOS com objetivo de padronizar os nomes dos sistemas operacionais da empresa. É o sucessor do OS X El Capitan e anunciado na WWDC em 13 de junho de 2016. A primeira versão beta saiu em 7 de julho de 2016 e sua versão para os usuários finais lançada em 20 de setembro de 2016.

## Requerimentos de Sistema
Nem todos os computadores mac que foram atualizados para o OS X El Capitan poderão atualizar de forma oficial para o macOS Sierra. Veja a lista de compuatdores suportados:

- MacBook (final de 2009 ou posterior)
- MacBook Pro (meados de 2010 ou posterior)
- MacBook Air (final de 2010 ou posterior)
- Mac mini (meados de 2010 ou posterior)
- iMac (final de 2009 ou posterior)
- Mac Pro (da metade de 2010 ou posterior)

### Requisitos Gerais
- OSX 10.7.5 ou posterior
- 2GB de memória
- 8.8GB de armazenamento disponível
- Alguns recursos precisam de um ID Apple. Termos e condições aplicáveis.
- Alguns recursos precisam de um provedor de serviços de Internet compatível. Sujeito ao pagamento de tarifas